# مدرسه نجفی
مدرسه نجفی مربوط به دوره قاجار است و در اصفهان، خیابان نشاط، محله حسن‌آباد، بازارچه حسن‌آباد واقع شده و این اثر در تاریخ ۱۲ اردیبهشت ۱۳۷۷ با شمارهٔ ثبت ۲۰۰۸ به‌عنوان یکی از آثار ملی ایران به ثبت رسیده‌است.